# راشد العريفي
راشد العريفي (ولد في 1942 - توفي في 19 مارس 2017 في الرفاع، البحرين) فنان تشكيلي بحريني.

## النشأة والتعليم
وُلد العريفي في عام 1942.

## المسيرة المهنية
اشترك في جميع معارض أسرة هواة الفن منذ 13 ديسمبر 1963. اشترك في معرض كرايرز مع فناني العرب سنة 1966. في عام 1967 أصبح أول فنان بحريني يقيم معرض خاص به في البحرين وذلك في نادي العروبة.
أسس وترأس جمعية البحرين للفن المعاصر عام 1970. في عام 1972 أصبح أول فنان بحريني يحصل على الجائزة الأولى في أول معرض تقيمه الدولة. شارك في مؤتمر الواسطي في بغداد سنة 1973. في عام 1975 أصبح أول فنان بحريني يحصل على رخصة بتأسيس معرض فني خاص به وأقام معرضا خاصا في معرض البانوش. كان أول فنان بحريني تعرض أعماله الفنية في معرض خاص به بدعوة من المملكة العربية السعودية في 23 أكتوبر 1975.
كان أول فنان بحريني تعرض أعمالة الفنية في معرض خاص به في دولة الكويت في 7 فبراير 1976. اشترك في الكويت مع مجموعة من الفنانين أسرة هواة الفن سنة 1977. أول فنان بحريني تعرض أعمالة الفنية في معرض خاص به في متحف دبي في فبراير 1978 بالإمارات العربية المتحدة. بالتعاون مع كاتفادا في اليابان قدم العريفي الأعمال الفنية لأطفال مركز سلمان الثقافي لعدة سنوات وشارك بقية أطفال العالم حيث فازت البحرين بجائزتين فضيتين عام 1978 من بين دول العالم. اشترك في مسابقات في فرنسا عن فن البوسنر 1979.
اشترك في معرض بمناسبة مطلع القرن الخامس عشر الهجري 1400 للهجرة 1980 للميلاد. نال جائزة دلمون سنة 1980 من وزارة شئون مجلس الوزراء والإعلام. في عام 1983 شارك في مؤتمر التخطيط الشامل التابع للجامعة العربية للثقافة والفنون في الكويت ومعرض اتحاد الفنانين العرب بالمغرب ومؤتمر البحرين عبر التاريخ. أقامت جمعية البحرين للفن المعاصر معرضا خاصا به لأعماله المنتجة في مرسم الجمعية في قاعة الليوان في فندق شيراتون في 24 ديسمبر 1983 بمناسبة عيد البحرين الوطني. في عام 1984 شارك في مؤتمر اتحاد الفنانين العرب في بغداد ومعرض دول مجلس التعاون في الكويت. في عام 1985 اشترك في معرض البنالي العالمي بفرنسا بدعوة خاصة من الفنانين الأوروبيين كأحد الذين يمتازون بأسلوب خاص بهم عن لوحة المحرق التي أهداها لاحقا إلى متحف البحرين الوطني أما لوحة الفلكور البحريني فقد اقتنتها وزارة شؤن مجلس الوزراء والإعلام.
في عام 1986 شارك في مهرجان بغداد العلمي. في عام 1988 شارك في مهرجان بغداد والعالمي للفن التشكيلي. في عام 1990 اشترك في المعرض العالمي للحرية والإبداع في فرنسا. في عام 1992 اشترك في المعرض الفني في فرانكفورت في ألمانيا.
أسس متحف راشد العريفي الذي جعله متاحاً للجمهور منذ عام 1994 بمحتوياته الفنية من لوحات وتماثيل ومنحوتات وتنتهي بصور شخصية له في مراحل عمرية مختلفة وفي بعض سفراته ورحلاته العديدة ويقع في مدينة المحرق ويتفرع من شارع المطار حيث يعرض المتحف نماذج من الأعمال الفنية التي استمد العريفي مواضيعها من الأختام الدلمونية التي تتحدث عن الحياة اليومية لأهالي دلمون كما توجد به لوحات فنية من السيراميك ومنحوتات مختلفة المواضيع.
في عام 1997 اشترك في معرض الإبداع بالقاهرة بدعوة خاصة بثلاثة أعمال وأقام معرض خاص وندوة عن المتحف والفن الدلموني في جامعة البحرين بمناسبة مرور ثلاثين عام على إقامة أول معرض خاص به في نادي العروبة سنة 1967. في عام 1999 رشح العريفي للاستضافة في برنامج Who is who كشخصية في عالم الفن والإبداع.
اشترك في معرض سنغافورة واليابان مع دول مجلس التعاون. اشترك في معرض صدام الدولي في بغداد. كان أول فنان بحريني يشارك في معرض مسابقة الأمير شارل في مدينة مونت كارلو الدولية. من مؤسسي متحف التراث الشعبي وجامع مادته. أول فنان يعمل تماثيل ميدانية في البحرين.
أقام العديد من الندوات في البحرين وخارجها في مجال التراث والفن. شارك في ندوات مركز التراث الشعبي الخليجي بقطر عن الألعاب الشعبية وأخرى في سلطنة عمان. شارك في العديد من المعارض المحلية والخارجية منها في فرنسا وألمانيا. يحمل عضوية اللجنة الوطنية للمتاحف من عام 1997 واتحاد الفنانين العالميين (اياب) واتحاد الفنانين العرب واتحاد الفن والتبادل الثقافي العالمي من سنة 1988 وجمعية الهلال الأحمر البحريني من عام 1970 وجمعية التاريخ والآثار من عام 1973.
كما تولى منصب مدير نادي البحرين من عام 1973 ومدير تحرير مجلة الدليل السياحي من عام 1978.

## الوفاة
توفي العريفي في مستشفى قوة دفاع البحرين في الرفاع في 19 مارس 2017 ودفن في نفس اليوم في مقبرة المحرق.

## مدرسة العريفي الفنية
يعد العريفي أحد أبرز الفنانين التشكيليين في الخليج العربي وأكثر ما عُرف به هو مدرسته الدلمونية في التشكيل والتي استلهمها من حضارة دلمون الموجودة تحديدا في البحرين وتمتد حتى العراق إذ رافقت جلجامش في رحلته بحثاً عن زهرة الخلود. وتأثر العريفي منذ شبابه الأول حينما كان في مرحلة الدراسة الثانوية بالأختام الدلمونية وبات يدور كثيراً في هذا الفلك فأخذ يوسّع ما شاهده من اللقى والأختام لينسج على منوالها كثيرا من اللوحات. قال معاصروه أنه كان صادقا جدا في تعاطيه مع هذه الحضارة واعتبر نفسه امتداداً لها ولكنه اشتغل أيضا في أنواع أخرى من مدارس التشكيل وبقي لصيقا بالفن إلى أواخر عمره.

## المؤلفات
ألّف كتباً عن التراث الشعبي ومن مؤلفاته:
- فنون بحرينية (1970).
- العمارة البحرينية (1978).
- الألعاب الشعبية.
- آفاق دلمونية.
- أشياء تراثية.
- الأسلوب الديلموني في الفن المعاصر.[5]

## التكريمات
نال الكثير من الجوائز وشهادات التقدير خلال مشواره الفني الذي يمتد عبر نحو 50 عاماً:
- وسام المؤرخين العرب (1987).
- جائزة الدولة التقديرية والتشجيعية (1989).
- جائزة الرواد الخليجيين لدول مجلس التعاون (1994).
- وسام الكفاءة من الدرجة الأولى من ملك البحرين حمد بن عيسى بن سلمان آل خليفة (2007).